# Mahdi Karim
Mahdi Karim Ajil (arabiska: مهدي كريم عجيل), född 10 december 1983 i Bagdad i Irak, är en irakisk före detta fotbollsspelare som spelat för al-Talaba i Irak och i det irakiska landslaget.